# OnlyFans
OnlyFans – brytyjska sieć społecznościowa umożliwiająca udostępnianie materiałów multimedialnych (zdjęcia i klipy, transmisje na żywo), wykorzystywana również do pornografii. Jej właścicielem jest Fenix International Limited. Serwis zajmował 464. miejsce na świecie oraz 227. w Stanach Zjednoczonych według danych rankingu najpopularniejszych stron Alexa z listopada 2020.
W odróżnieniu od serwisów typu Instagram czy Facebook, OnlyFans pozwala twórcom na udostępnianie treści płatnych, dostarczanych tylko zarejestrowanym użytkownikom z opłaconą subskrypcją. Serwis został uruchomiony w 2016 roku. Jego założycielem jest inwestor Timothy Stokely. Według danych pochodzących z lipca 2023, strona posiada ok. 210 mln zarejestrowanych użytkowników.
Platforma zyskała popularność w branży pornograficznej. Zgodnie z oficjalnym regulaminem użytkownicy serwisu muszą mieć ukończone 18 lat. 19 sierpnia 2021 roku ogłoszono, że od 1 października 2021 roku treści pornograficzne zostaną całkowicie usunięte i zakazane. Powodem jest presja wywierana przez przedsiębiorstwa obsługujące karty kredytowe. Zostaną jednak dopuszczone akty erotyczne, które będą definiowane przez regulamin jako „sztuka”. Decyzja spotkała się z mieszanym odbiorem – pojawiły się głosy, że takie działania mogą oznaczać stopniowe ograniczanie pornografii w mediach. Niedługo później serwis wycofał się jednak z tej decyzji.